# Dictionnaire du français vivant
Der Dictionnaire du français vivant war ein innovatives allgemeines einsprachiges Wörterbuch der französischen Sprache mit 1340 Seiten. Es erschien 1972 in erster Auflage, 1980 in einer erweiterten Auflage. Die Autoren waren Maurice Davau, Marcel Cohen und Maurice Lallemand. Das Wörterbuch erschien im Verlag Bordas und wurde in Deutschland vom Ernst Klett Verlag vertrieben.

## Charakteristik
Das von dem Volksschullehrer und Heimatschriftsteller Maurice Davau (1899–1993) im Zusammenwirken mit dem Linguisten Marcel Cohen und mit Maurice Lallemand (1908–?) erarbeitete originelle Wörterbuch trägt deutlich didaktische Züge. Der Wortschatz ist auf 34.000 Wörter begrenzt (mit Konzentration auf die Gegenwart). Die Gliederung des Wortschatzes nach Wortfamilien erinnert an das erste Wörterbuch der Académie française. Jede einzelne Definition ist an einen Beispielsatz gebunden, der ihr (im Gegensatz zur üblichen Reihenfolge) vorangestellt ist: ÂPRE 3: La discussion fut âpre = „rude, mordante“. Dieses Verfahren der „Definitionsglosse“ statt Definition wurde in anderen didaktischen französischen Wörterbüchern nachgeahmt und auch im italienischen Schulwörterbuch  Dizionario illustrato della lingua italiana verwandt. Die idiomatischen Redewendungen sind drucktechnisch herausgehoben. Listen von Wörtern der außerfranzösischen Frankophonie ergänzen das Wörterbuch. Die letzte Ausgabe erschien 1984. Dann wurde es nicht mehr gedruckt.